# Progressione del record italiano dei 400 metri piani femminili

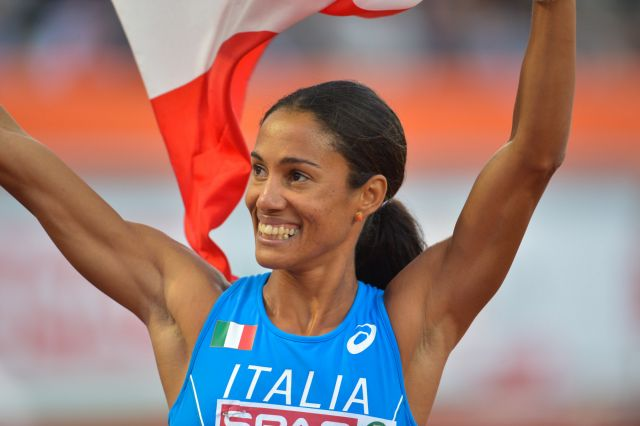
Libania Grenot, detentrice del record italiano dei 400 metri piani dal 2008.

La voce seguente illustra la progressione del record italiano dei 400 metri piani femminili di atletica leggera.
Il primo record italiano femminile su questa distanza venne ratificato il 26 agosto 1923. 

## Progressione

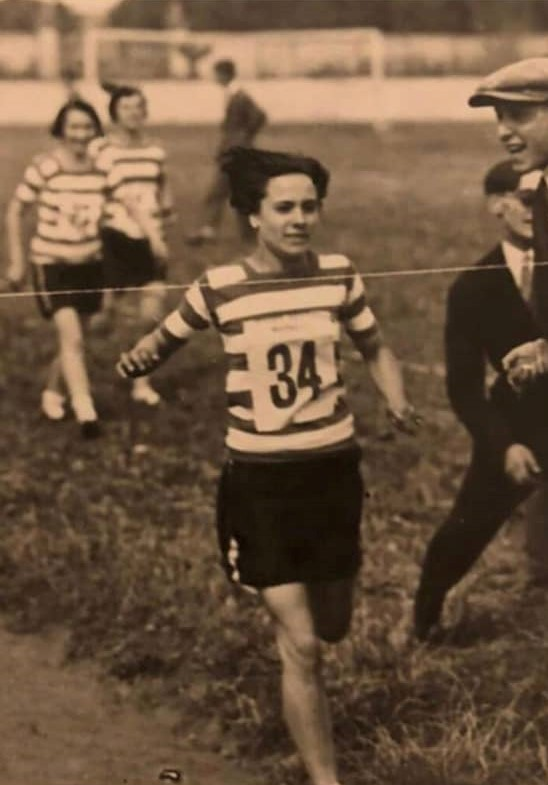
Amelia Schenone, detentrice del record italiano dal 1924 al 1926.

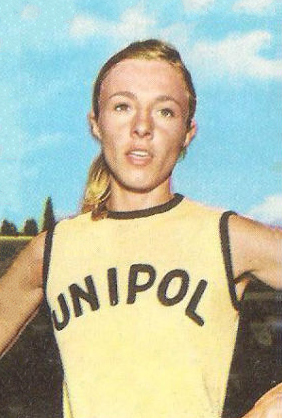
Donata Govoni, detentrice del record italiano dal 1963 al 1966 e dal 1968 al 1975.

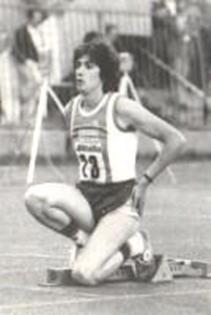
Rita Bottiglieri, detentrice del record italiano dal 1975 al 1982.

| Tempo                      | Atleta            | Società                                      | Luogo       | Data              | Note |
| -------------------------- | ----------------- | -------------------------------------------- | ----------- | ----------------- | ---- |
| 1'11"1/5                   | Giuseppina Ferrè  | Società Ginnastica Pro Patria et Libertate   | Milano      | 26 agosto 1923    |      |
| 1'10"2/5                   | Amelia Schenone   | Società Ginnastica Milanese Forza e Coraggio | Milano      | 14 ottobre 1924   |      |
| 1'10"2/5                   | Amelia Schenone   | Società Ginnastica Milanese Forza e Coraggio | Cremona     | 16 novembre 1924  |      |
| 1'10"3/5                   | Amelia Schenone   | Società Ginnastica Milanese Forza e Coraggio | Milano      | 17 maggio 1925    | y    |
| 1'06"3/5                   | Amelia Schenone   | Società Ginnastica Milanese Forza e Coraggio | Milano      | 12 luglio 1925    |      |
| 1'04"3/5                   | Bruna Pizzini     | Società Ginnastica Milanese Forza e Coraggio | Milano      | 11 luglio 1926    |      |
| 1'01"1                     | Delma Savorelli   | Sport Club Italia                            | Milano      | 31 marzo 1957     |      |
| 1'01"1                     | Vita Virgilio     | Associazione Sportiva Roma                   | Roma        | 21 aprile 1957    |      |
| 1'00"9                     | Gilda Jannaccone  | Associazione Polisportiva Partenope          | Napoli      | 19 maggio 1957    |      |
| 1'00"2                     | Anita Baldo       | SAF Bolzano                                  | Bolzano     | 23 giugno 1957    |      |
| 1'00"0                     | Gabriella Cervato | Sport Club Italia                            | Torino      | 29 giugno 1957    |      |
| 59"7                       | Anita Baldo       | SAF Bolzano                                  | Formia      | 8 agosto 1957     |      |
| 59"2                       | Delma Savorelli   | Sport Club Italia                            | Milano      | 1º settembre 1957 |      |
| 59"0                       | Delma Savorelli   | Sport Club Italia                            | Bologna     | 13 settembre 1957 |      |
| 58"4                       | Delma Savorelli   | Sport Club Italia                            | Pisa        | 6 luglio 1958     |      |
| 57"9                       | Danila Costa      | Libertas Piacenza                            | Bologna     | 19 aprile 1959    |      |
| 57"3                       | Danila Costa      | Libertas Piacenza                            | Belluno     | 23 agosto 1959    |      |
| 56"7                       | Danila Costa      | Libertas Piacenza                            | Roma        | 12 settembre 1959 |      |
| 56"6                       | Danila Costa      | Libertas Piacenza                            | Bologna     | 25 settembre 1960 |      |
| 56"6                       | Marta La Barbera  | Associazione Amatori Atletica                | Genova      | 10 settembre 1961 |      |
| 56"4                       | Delma Savorelli   | Gilera Club Arcore                           | Alessandria | 31 maggio 1962    |      |
| 56"3                       | Delma Savorelli   | Gilera Club Arcore                           | Londra      | 7 luglio 1962     |      |
| 54"9                       | Donata Govoni     | Fontana Bologna                              | Modena      | 23 maggio 1963    |      |
| 54"7                       | Donata Govoni     | Fontana Bologna                              | Macerata    | 31 luglio 1966    |      |
| 54"2                       | Paola Pigni       | Sport Club Italia                            | Celje       | 15 agosto 1966    |      |
| 53"9                       | Donata Govoni     | Fontana Bologna                              | Verona      | 29 giugno 1968    |      |
| 53"7                       | Donata Govoni     | Fontana Bologna                              | Atene       | 17 settembre 1969 |      |
| 53"6                       | Donata Govoni     | Fontana Bologna                              | Atene       | 18 settembre 1969 |      |
| 53"6                       | Donata Govoni     | Unipol Bologna                               | Milano      | 1º luglio 1970    |      |
| 53"2                       | Donata Govoni     | Unipol Bologna                               | Bucarest    | 2 agosto 1970     |      |
| 52"58                      | Rita Bottiglieri  | Snia Milano                                  | Roma        | 19 settembre 1975 |      |
| 52"4                       | Rita Bottiglieri  | Snia Milano                                  | Torino      | 2 giugno 1976     |      |
| Cronometraggio elettronico |                   |                                              |             |                   |      |
| 52"51                      | Rita Bottiglieri  | Snia Milano                                  | Montréal    | 26 luglio 1976    |      |
| 52"24                      | Rita Bottiglieri  | Fiat Officine Meccaniche Brescia             | Torino      | 20 giugno 1977    |      |
| 52"01                      | Erika Rossi       | Iveco Brescia                                | Atene       | 7 settembre 1982  |      |
| 51"99                      | Patrizia Spuri    | Gruppo Sportivo Forestale                    | Lisbona     | 28 giugno 1996    |      |
| 51"95                      | Virna De Angeli   | Società Ginnastica Comense                   | Trento      | 5 luglio 1996     |      |
| 51"68                      | Virna De Angeli   | Società Ginnastica Comense                   | Atlanta     | 26 luglio 1996    |      |
| 51"31                      | Virna De Angeli   | Società Ginnastica Comense                   | Bari        | 17 giugno 1997    |      |
| 51"18                      | Daniela Reina     | Gruppo Sportivo Fiamme Azzurre               | Rieti       | 27 agosto 2006    |      |
| 50"87                      | Libania Grenot    | Gruppo Sportivo Fiamme Gialle                | Pechino     | 16 agosto 2008    |      |
| 50"83                      | Libania Grenot    | Gruppo Sportivo Fiamme Gialle                | Pechino     | 17 agosto 2008    |      |
| 50"30                      | Libania Grenot    | Gruppo Sportivo Fiamme Gialle                | Pescara     | 2 luglio 2009     |      |